# Parque Ross
El Parque Ross, o Parque Agustín Ross, es un parque ubicado en la Avenida Agustín Ross, frente al antiguo Centro Cultural homónimo, en Pichilemu. Es un Monumento Nacional de Chile. 
El parque original contiene palmeras datileras canarias nativas de más de cien años de edad (Phoenix canariensis) y muchos espacios verdes. Tanto el parque como el antiguo casino fueron nombrados Monumentos Nacionales el 25 de febrero de 1988 y la mayoría de las casas situadas en los alrededores son casas privadas. Se ha convertido en un atractivo destino para caminar, tras su restauración.
El parque sufrió graves daños después del terremoto de Pichilemu de 2010, y todas las balaustradas que rodeaban el parque fueron destruidas. 